# Vellore
Vellore là một thành phố và khu đô thị của quận Vellore thuộc bang Tamil Nadu, Ấn Độ.

## Địa lý
Vellore có vị trí 12°56′B 79°08′Đ / 12,93°B 79,13°Đ Nó có độ cao trung bình là 216 mét (708 feet).

## Nhân khẩu
Theo điều tra dân số năm 2001 của Ấn Độ, Vellore có dân số 177.413 người. Phái nam chiếm 50% tổng số dân và phái nữ chiếm 50%. Vellore có tỷ lệ 74% biết đọc biết viết, cao hơn tỷ lệ trung bình toàn quốc là 59,5%: tỷ lệ cho phái nam là 80%, và tỷ lệ cho phái nữ là 68%. Tại Vellore, 11% dân số nhỏ hơn 6 tuổi.